# Zelotes eskovi
Zelotes eskovi är en spindelart som beskrevs av Zhang och Song 200. Zelotes eskovi ingår i släktet Zelotes och familjen plattbuksspindlar. Inga underarter finns listade i Catalogue of Life.